# Janez Marič
Janez Marič (ur. 1 stycznia 1975 w Kranju) – słoweński biathlonista, olimpijczyk. Zadebiutował w biathlonie w rozgrywkach juniorskich w roku 1997.
Starty w Pucharze Świata rozpoczął zawodami w Breźnie w roku 2001 zajmując 10. miejsce w biegu indywidualnym. Jego najlepszy dotychczasowy wynik w pucharze świata to zwycięstwo w biegu indywidualnym w Östersund w sezonie 2002/03.
Podczas igrzysk olimpijskich w Salt Lake City w roku 2002 zajął 43. miejsce w biegu indywidualnym, 44 w sprincie, 38 w biegu pościgowym oraz 10 w sztafecie. Na igrzyskach olimpijskich w Turynie w roku 2006 zajął 40. miejsce w biegu indywidualnym, 36 w sprincie, 37 w biegu pościgowym i 10 w sztafecie.
Na mistrzostwach świata w roku 2007 w Anterselvie zajął 36. miejsce w biegu indywidualnym, 25 w sprincie, 34 w biegu pościgowym i 19 w sztafecie. Na mistrzostwach świata w roku 2009 w Pjongczangu zajął 58. miejsce w biegu indywidualnym, 10 w sprincie, 35 w biegu pościgowym, 11 w biegu masowym oraz 15 w sztafecie.

## Osiągnięcia

### Zimowe igrzyska olimpijskie
| 2002 Salt Lake City/Park City (USA)    | 43. miejsce (IN), 44. miejsce (SP), 38. miejsce (PU), 10. miejsce (RL) |
| 2006 Turyn/Cesana San Sicario (Włochy) | 40. miejsce (IN), 36. miejsce (SP), 37. miejsce (PU), 10. miejsce (RL) |
| 2010 Vancouver/Whistler (Kanada)       | 62. miejsce (IN), 27. miejsce (SP), 47. miejsce (PU), 17. miejsce (RL) |
| 2014 Soczi/Krasnaja Polana (Rosja)     | 62. miejsce (IN), 51. miejsce (SP), 49. miejsce (PU),                  |

### Mistrzostwa świata
| 1999 Holmenkollen (Norwegia)        | 49. miejsce (SP), 46. miejsce (PU), 7. miejsce (RL)                                      |
| 2000 Holmenkollen (Norwegia)        | 49. miejsce (IN), 73. miejsce (SP)                                                       |
| 2003 Chanty-Mansyjsk (Rosja)        | 20. miejsce (IN), 25. miejsce (SP), 24. miejsce (PU), 5. miejsce (RL)                    |
| 2004 Oberhof (Niemcy)               | 15. miejsce (IN), 15. miejsce (SP), 18. miejsce (PU), 10. miejsce (MS), 12. miejsce (RL) |
| 2005 Hochfilzen (Austria)           | 34. miejsce (IN), 17. miejsce (RL), 9. miejsce (RM)                                      |
| 2007 Anterselva (Włochy)            | 36. miejsce (IN), 25. miejsce (SP), 34. miejsce (PU), 19. miejsce (RL)                   |
| 2009 Pyeongchang (Korea Południowa) | 58. miejsce (IN), 10. miejsce (SP), 35. miejsce (PU), 11. miejsce (MS), 15. miejsce (RL) |
| 2011 Chanty-Mansyjsk (Rosja)        | 31. miejsce (IN), 41. miejsce (SP), 49. miejsce (PU), 8. miejsce (RL)                    |
| 2012 Ruhpolding (Niemcy)            | 34. miejsce (IN), 39. miejsce (SP), 48. miejsce (PU), 14. miejsce (RL)                   |
| 2013 Nove Mesto (Czechy)            | 101. miejsce (IN), 78. miejsce (SP), 13. miejsce (RL)                                    |

### Puchar Świata

#### Miejsca w klasyfikacji generalnej
| Sezon     | Miejsce |
| --------- | ------- |
| 1999/2000 | 67.     |
| 2000/2001 | 67.     |
| 2001/2002 | 38.     |
| 2002/2003 | 23.     |
| 2003/2004 | 20.     |
| 2004/2005 | 63.     |
| 2005/2006 | 54.     |
| 2006/2007 | 32.     |
| 2008/2009 | 41.     |
| 2009/2010 | 46.     |
| 2010/2011 | 59.     |
| 2011/2012 | 80.     |